# 英雄聯盟太平洋職業聯賽 (2024年)
英雄聯盟太平洋職業聯賽（簡稱LCP），為亞太地區《英雄聯盟》電競聯賽，於2024年9月1日由PCS職業聯賽、越南冠軍系列賽（VCS）和英雄聯盟日本聯賽（LJL）賽制合併為全新的一級聯賽LCP，而PCS、VCS和LJL則轉為其次級聯賽。

## 創立沿革
英雄聯盟在台灣、香港、澳門（以下簡稱台港澳）和東南亞的第一個職業電競聯賽是「GPL超級聯賽」（Garena Premier League，GPL）於2012年創立，又於2018年中更名為「英雄聯盟東南亞巡迴賽」（League of Legends SEA Tour，LST）。而來自台港澳賽區的隊伍則於2014年底獲得了自己的聯賽，即「英雄聯盟大師系列賽」（League of Legends Master Series，LMS）。三年後，「越南冠軍系列賽」（Vietnam Championship Series，VCS）於2018年升級為一級錦標賽，越南成為它自己的競爭區域與東南亞其他地區不同。
2019年9月25日，英雄聯盟代理商Garena宣布，隔年LMS和LST兩個賽區將合併為一。
12月19日，拳頭遊戲宣布了新聯賽的名稱，即「英雄聯盟太平洋職業聯賽」（Pacific Championships Series，PCS），以及將參加該聯賽的10支隊伍中的9支隊伍名單，賽事執行由FunPlus Esports主辦。後續Berjaya Dragons（BJD）於2020年1月17日被宣佈為最後一支加入PCS的隊伍。
原LMS聯賽中有三支隊伍在轉移至PCS時退出：電狼娛樂旗下閃電狼、藝人余文樂旗下MAD Team、英皇娛樂旗下G-Rex皆先後宣布無意繼續參賽，並出售出賽權。經參賽權轉讓後，最後PCS仍維持10支隊伍比賽。2020賽季第一屆PCS春季賽參加隊伍包括：
- 台港澳區隊伍：Machi E-Sports（台灣）、ahq eSports Club（台灣）、J Team（台灣）、Alpha Esports（台灣）、Talon Esports（香港）。
- 東南亞區隊伍：Berjaya Esports（馬來西亞）、Nova Esports（泰國）、Liyab Esports（菲律賓）以及 Resurgence（新加坡）。

但因2019冠狀病毒病疫情影響，原定2020年2月8日開戰的PCS聯賽，所有比賽均要延期。

2020年12月拳頭遊戲宣布隔年2021賽季起，賽事執行改由鍇睿行銷主辦。
2024年6月，拳頭遊戲欲整併世界五大賽區而宣布隔年2025賽季起，由全新的亞太地區聯賽的八支戰隊（越南、台港澳、日本、大洋洲以及東南亞）共同角逐地區冠軍。PCS聯賽於同年9月1日與VCS、LJL（不含倒閉的LCO）賽制合併為亞太地區全新的一級聯賽LCP，並公布該聯賽 League of Legends Championship Pacific 中譯為「英雄聯盟太平洋職業聯賽」。2025賽季第一屆LCP賽季開幕戰參加隊伍包括：
- 合作（固定）隊伍：CTBC Flying Oyster（台灣）、TALON（香港）、GAM Esports（英语：GAM Esports）（越南）、Fukuoka SoftBank HAWKS gaming（日本）。
- 客座（升降）隊伍：MGN Vikings Esports（英语：Vikings Esports）（越南）、Team Secret Whales（越南）、DetonatioN FocusMe（英语：DetonatioN FocusMe）（日本）、Chiefs Esports Club（英语：Chiefs Esports Club）（大洋洲）。

## 賽制

### 例行賽與季後賽

#### 2025賽季
分為賽季開幕戰（Season Kickoff）、期中賽（Mid Season）和賽季決賽（Season Finals），共三個賽季。
賽季開幕戰
- 1v1選邊權單挑賽：限定諾克薩斯和黑玫瑰系列造型的英雄池中選擇。整個例行賽的單挑賽裡，每個英雄只能被每支隊伍選擇一次。此次單挑賽不會有禁用階段。
- 例行賽：八支隊伍打BO3單循環。前六名隊伍晉級資格賽，後兩名淘汰。採全局BP。
- 資格賽階段：採用六隊雙敗賽制。前兩輪BO3、第三輪開始BO5。R1（例行賽#3可選對手）、R2（例行賽#1可選對手）。賽季開幕戰冠軍隊伍代表 LCP 參加首屆「初陣對抗賽」（First Stand，簡稱FST）[12]。

期中賽
- 1v1選邊權單挑賽：限定靈花祭系列造型的英雄池中選擇。整個例行賽的單挑賽裡，每個英雄只能被每支隊伍選擇一次。此次單挑賽不會有禁用階段。
- 例行賽：由原定的BO1雙循環改為BO3單循環賽制，並採全局BP[13]。前六名隊伍晉級資格賽，後兩名淘汰。
- 資格賽階段：採用六隊雙敗賽制。前兩輪BO3、第三輪開始BO5。R1（例行賽#3可選對手）、R2（例行賽#1可選對手）。期中賽前兩名隊伍代表 LCP 參加季中邀請賽（MSI）、電競世界盃（EWC）[12]。

賽季決賽
- 例行賽：改採全局BP[13]。
  - 第一階段「小組賽」：依據先前第二賽段「期中賽」的排名，前四名隊伍將進入挑戰者組（Contender Group）；後四名隊伍將進入突破者組（Breakout Group）。每組單循環賽。所有比賽均為三局兩勝制。
  - 小組重組賽（Group Breaker）：挑戰者組第四名對突破者組第一名；挑戰者組第三名對突破者組第二名。兩場比賽均為三局兩勝制。獲勝隊伍將進入挑戰者組，失敗隊伍將進入突破者組。
  - 第二階段「小組排位賽」：兩組各自雙敗淘汰賽。所有比賽均為三局兩勝制。挑戰者組所有隊伍及突破者組前兩名隊伍晉級資格賽[14]。
- 資格賽階段：賽季決賽前六名隊伍。雙敗淘汰賽。第一名和第二種子隊伍將直接晉級第二輪。第一輪勝者組和第二輪勝者組比賽採用三局兩勝制，其他比賽採五局三勝制。最終賽季決賽前三名隊伍代表 LCP 參加世界大賽（Worlds）[12]。

### 升降賽

#### 2026賽季
LCP 2026 升降賽 7 支參賽隊伍如下：
- 越南賽區 VCS 總決賽冠軍： Saigon Dino
- 台港澳賽區 PCS 第三賽季冠軍：TBA（2025-08-31）
- 日本賽區 LJL 總決賽冠軍：TBA（2025-09-15）
- 大洋洲賽區 OPQ 冠軍：TBA（2025-08-31）
- LCP 外卡冠軍：TBA（2025-08-31）
  - 符合外卡條件的有菲律賓賽區 LR #2  Inferno Esports [註 1]、印尼賽區 LNC #1  Yang Dae Pal、泰國賽區 LTS[15] #1  Full Sense、南亞賽區 LASA[16][註 2] #1  S8UL Esports 和新馬賽區 LTC[17]  #1  Faerie Charm，於外卡資格賽奪冠的隊伍可獲得LCP升降賽資格。
- LCP 區域優勢：TBA
- LCP 自由競爭：TBA

LCP 2026 升降賽賽制：
- 所有對戰組合都是BO5。
- 單敗淘汰。
- 區域優勢（Regional Merit）兩支隊伍，二取一晉級LCP。
  - 一支於LCP2025賽季賽季決賽中客座隊伍數量最多的賽區，且為該賽區裡排名最末的客座隊伍。直接進入RM決賽。
    - 若有資格參加自由競爭或英雄联盟2025赛季世界大賽（Worlds 2025），則在此情況下不視為客座隊伍。

  - 另一支為根據區域優勢，與降級隊伍來自同一賽區的地區冠軍。直接進入RM決賽。
  - 於RM決賽獲勝隊伍，將獲得LCP2026賽季客座隊伍的參賽席位；而落敗的隊伍則返回自己賽區的地區聯賽。
- 自由競爭（Free for All）五支隊伍，五取一晉級LCP。
  - 三支為未參與區域優勢的賽區冠軍，例如：越南賽區 VCS、台港澳賽區 PCS、日本賽區 LJL 或大洋洲賽區 OPQ。進入FFA第一輪。
  - 一支為LCP外卡賽的冠軍隊伍。進入FFA第一輪。
  - 一支於LCP2025賽季賽季決賽排名最末的客座隊伍。可直接進入FFA第三輪的決賽。
  - 於FFA決賽獲勝隊伍，將獲得LCP2026賽季客座隊伍的參賽席位；而落敗的隊伍則返回自己賽區的地區聯賽。

## 參賽隊伍

### 當前
| 合作（固定）隊伍                     | 加入          | 參賽資格          | 首賽季              |
| ------------------------------------ | ------------- | ----------------- | ------------------- |
| CTBC Flying Oyster（CFO）            | 2024年11月3日 | LCP 2025 合作隊伍 | LCP 2025 賽季開幕戰 |
| GAM Esports（GAM）                   | 2024年8月18日 | LCP 2025 合作隊伍 | LCP 2025 賽季開幕戰 |
| TALON（TLN）                         | 2024年9月1日  | LCP 2025 合作隊伍 | LCP 2025 賽季開幕戰 |
| Fukuoka SoftBank HAWKS gaming（SHG） | 2024年11月3日 | LCP 2025 合作隊伍 | LCP 2025 賽季開幕戰 |
| 客座（升降）隊伍                     | 加入          | 參賽資格          | 首賽季              |
| Chiefs Esports Club（CHF）           | 2024年11月3日 | LCP 2025 客座隊伍 | LCP 2025 賽季開幕戰 |
| DetonatioN FocusMe（DFM）            | 2024年11月3日 | LCP 2025 客座隊伍 | LCP 2025 賽季開幕戰 |
| Team Secret Whales（TSW）            | 2024年11月3日 | LCP 2025 客座隊伍 | LCP 2025 賽季開幕戰 |
| MGN Vikings Esports（MVKE）          | 2024年11月3日 | LCP 2025 客座隊伍 | LCP 2025 賽季開幕戰 |

最後更新：2024-11-03

### 過往
| 隊伍 | 退出時間 | 首賽季 | 備註 |
| ---- | -------- | ------ | ---- |
| 暫無 | 暫無     | 暫無   | 暫無 |

## 歷年排名
| 單循環賽制 |                    |                     |                    |              |                |               |                      |
| #1         | #2                 | #3                  | #4                 | #5           | #6             | #7            | #8                   |
| ⁠ ⁠TALON     | CTBC Flying Oyster | MGN Vikings Esports | Team Secret Whales | ⁠ GAM Esports | SoftBank HAWKS | ⁠DetonatioN FM | ⁠ Chiefs Esports Club |

| 單循環賽制         |                    |        |             |                      |                |                |                      |
| #1                 | #2                 | #3     | #4          | #5                   | #6             | #7             | #8                   |
| CTBC Flying Oyster | Team Secret Whales | ⁠ TALON | GAM Esports | ⁠ MGN Vikings Esports | SoftBank HAWKS | ⁠ DetonatioN FM | ⁠ Chiefs Esports Club |

| 挑戰者組 | 挑戰者組 | 挑戰者組 | 挑戰者組 | 突破者組 | 突破者組 | 突破者組 | 突破者組 |
| #1       | #2       | #3       | #4       | #5       | #6       | #7       | #8       |
|          |          |          |          | ⁠         |          | ⁠         | ⁠         |

## 相關事件

### 台北線下賽電競館
LCP聯賽選擇在台北市作為線下賽（非採巡迴賽或主客場制）舉辦城市，因其場館於首賽段仍在準備階段，導致LCP聯賽的首賽段雖為線下賽事，但未開放觀眾進場觀賽。
2025年4月2日，LCP聯賽官方宣布2025賽季期中賽的現場觀賽門票將於同月5日正式開賣，並宣布電競館正式定名 LCP Arena，該場館位於台北過往二輪戲院朝代大戲院的舊址。於同月19日開賽的期中賽首日（MVKE vs SHG、CFO vs TLN）是LCP聯賽首次開放觀眾進場的線下賽事，而電競館 LCP Arena 也是台港澳賽區自LMS聯賽於Garena電競館 和三創羅技電競館 舉辦之後，再次有電競場館舉辦《英雄聯盟》職業電競聯賽。

### 越南峴港市線下決賽
Riot Games 於2025年5月26日宣布，《英雄聯盟》太平洋職業聯賽（LCP）賽季總決賽週預定今年九月將在越南峴港市舉行。《英雄聯盟》LCP 賽季決賽將於 7 月 26 日開打，最後三支隊伍將於決賽週 9 月 20 至 21 日在越南峴港 Tien Son Sport Center 展開最終對決。